# Lagansky (huyện)
Huyện Lagansky (tiếng Nga: ? райо́н) là một huyện hành chính tự quản (raion), của Kalmykia, Nga. Huyện có diện tích 4686 kilômét vuông, dân số thời điểm ngày 1 tháng 1 năm 2000 là 22100 người. Trung tâm của huyện đóng ở Lagan'.